# Forna (Alicante)
Forna es una entidad de población española del municipio de Adsubia, perteneciente a la provincia de Alicante, en la Comunidad Valenciana.

## Historia
Hacia mediados del siglo XIX, el lugar, por entonces con ayuntamiento propio, tenía contabilizada una población de 266 habitantes. Aparece descrito en el octavo volumen del Diccionario geográfico-estadístico-histórico de España y sus posesiones de Ultramar de Pascual Madoz con las siguientes palabras:

FORNA: l. con ayunt. de la prov. de Alicante (13 leg.), part. jud. de Pego (1 1/2), aud. terr., c. g. y dióc. de Valencia (12), adm. de rent. de Denia (5). sit. en terreno montuoso, entre los r. Alcoy y Bullent ó Galapagar: le combaten generalmente los vientos del E. y O.: su clima es templado, y las enfermedades mas comunes catarros. Tiene 62 casas de mala fáb., inclusa la de la Baronia que no ofrece nada de notable, igl. parr. (San Bernardo), anejo de la de Villalonga y servida por un vicario de provision ordinaria, y un cementerio que no perjudica á la salubridad, el cual se halla al pie de una montaña dicha del Castillo, llamada así por uno de los moros que hay en su cúspide, conservándose aun en buen estado las murallas, sus 4 torreones y una cisterna a la que no le falta nunca el agua. Los vec. se surten de una abundante fuente de buenas aguas. El térm. confina por N. con los de Villalonga, Fuente-Encarros y Oliva; E. Adsubia y Pego; S. el valle de Gallinera, y O. otra vez Villalonga; estendiéndose sobre 1/2 hora de N. á S., y cuarto y medio de E. á O. El terreno es generalmente montuoso y poco fértil; comprende unos 60 jornales de secano y 16 de huerta. Los caminos son de herradura y malos. prod.: trigo, vino, seda, aceite, algarrobas, algunas legumbres y hortalizas; mantiene sobre 250 cab. de ganado lanar, y hay caza de conejos y perdices. ind.: la agrícola y carboneo. pobl.: 60 vec., 266 alm. cap. prod.: 5.374,567 rs. imp.: 166,263. contr.: 3,506. El presupuesto municipal asciende á 1,200 rs., y se cubre por reparto vecinal. Este pueblo correspondia á la Baronia de Sta. Bárbara, cuyo señor cobraba la cuarta parte de los frutos de la huerta y la octava de secano.
(Madoz, 1847, p. 145)

En torno a 1920, el municipio desapareció y Forna pasó a formar parte de Adsubia. En 2022, la entidad singular de población tenía empadronados 94 habitantes y el núcleo de población, 92.

## Patrimonio
Hay en el lugar una iglesia de San Bernardo.